# Il-28 (航空機)
Il-28
Il-28の基本型（ポーランド空軍使用機）
- 用途：爆撃機
- 分類：爆撃機
- 設計者： イリユーシン設計局
- 製造者：なし
- 運用者： 朝鮮民主主義人民共和国
- 初飛行：1948年7月8日
- 生産数：6,635機以上
- 生産開始：不明
- 運用開始：不明
- 退役：1980年代
- 運用状況：朝鮮民主主義人民共和国において現役

Il-28（イリューシン28；ロシア語:Ил-28イール・ドヴァーッツァチ・ヴォースィェミ)は、ソ連の航空機設計機関であるイリューシン設計局が開発した双発の亜音速で飛行可能なジェットエンジンを有する軽爆撃機である。DoDが割り当てたコードネームはIl-28がType 27、練習機型のIl-28UがType 30。北大西洋条約機構 (NATO) の用いたNATOコードネームでは、Il-28が「ビーグル」("Beagle") 、Il-28Uが「マスコット」("Mascot")と呼ばれた。軽快で扱い易く、安価で維持が楽であるため、ソ連だけでなく東側諸国に広く普及した。

## 概要

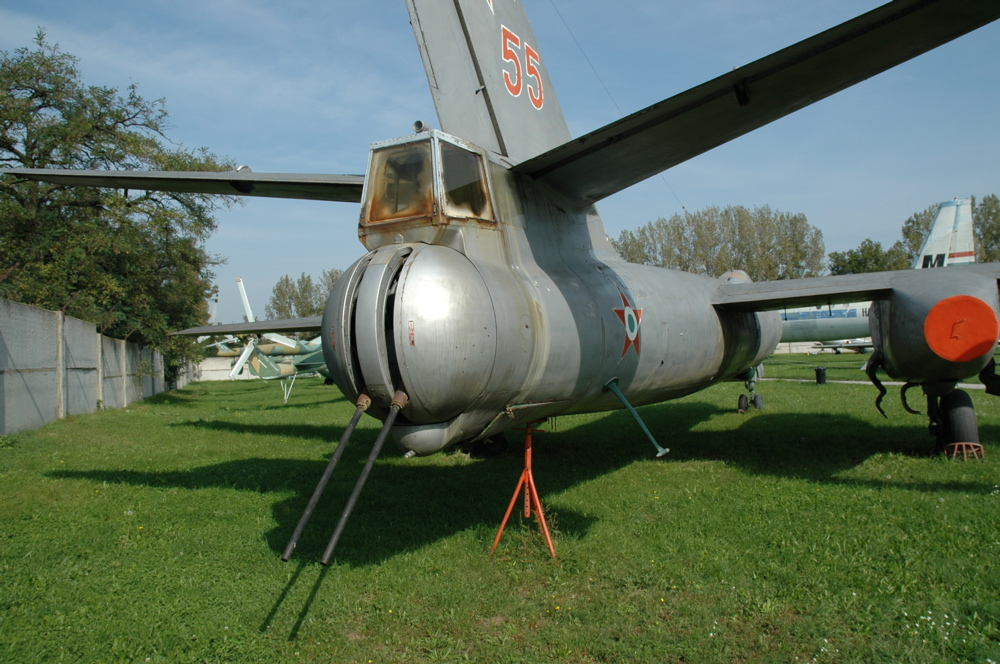
尾部銃座と23mm連装機関砲塔

Il-28の原型機が初飛行したのは1948年7月8日、イギリスのロールス・ロイス ニーンを搭載した試作一号機が初飛行した。1948年12月30日に飛行した試作二号機では、クリーモフ RD-45 が搭載された。1949年5月14日に発注された量産型では、RD-45の改良型であるクリーモフ VK-1 が搭載された。1949年にソ連空軍に引き渡された。機体の特徴として、大きなエンジンが主翼に直接埋め込まれた双発レシプロ機のような形状をしていることである。パイロットは胴体前部上面に張り出したコックピットに搭乗し、銃手は装甲された尾部銃座に、航法士兼爆撃手は機首部にある風防部分に搭乗していた。このレイアウトは第二次世界大戦中の中型爆撃機と類似していたが、機体内部は与圧されるなど様々な新技術が導入されていた。
主翼は直線翼だが、尾翼は35度の後退翼を取り入れている。
機体が小型なのでミサイル類を誘導する各種機器を装備できず、自由落下爆弾が主兵装。標準爆弾搭載量は1,000kgで胴体内の爆弾倉に搭載する。機首下部には装弾数100発の23mm機関砲を2門搭載した。爆弾倉には4発の100kg爆弾や3000kgの爆弾を搭載することができた。主翼他にはロケット弾架など機外搭載用のパイロンはない。このクラスの爆撃機としては搭載量は少ないが、過負荷なら最大3,000kgまで搭載可能。また、通常爆弾に代えて魚雷や核爆弾も選択できる。自衛火器として尾部に23mm連装機関砲塔があり、銃手は砲塔の上に位置する尾部銃座からこれを遠隔操作をする。一部には機首にも銃座を設け、航法士が人力操作する単装の23mm機関砲を搭載した機体もある。

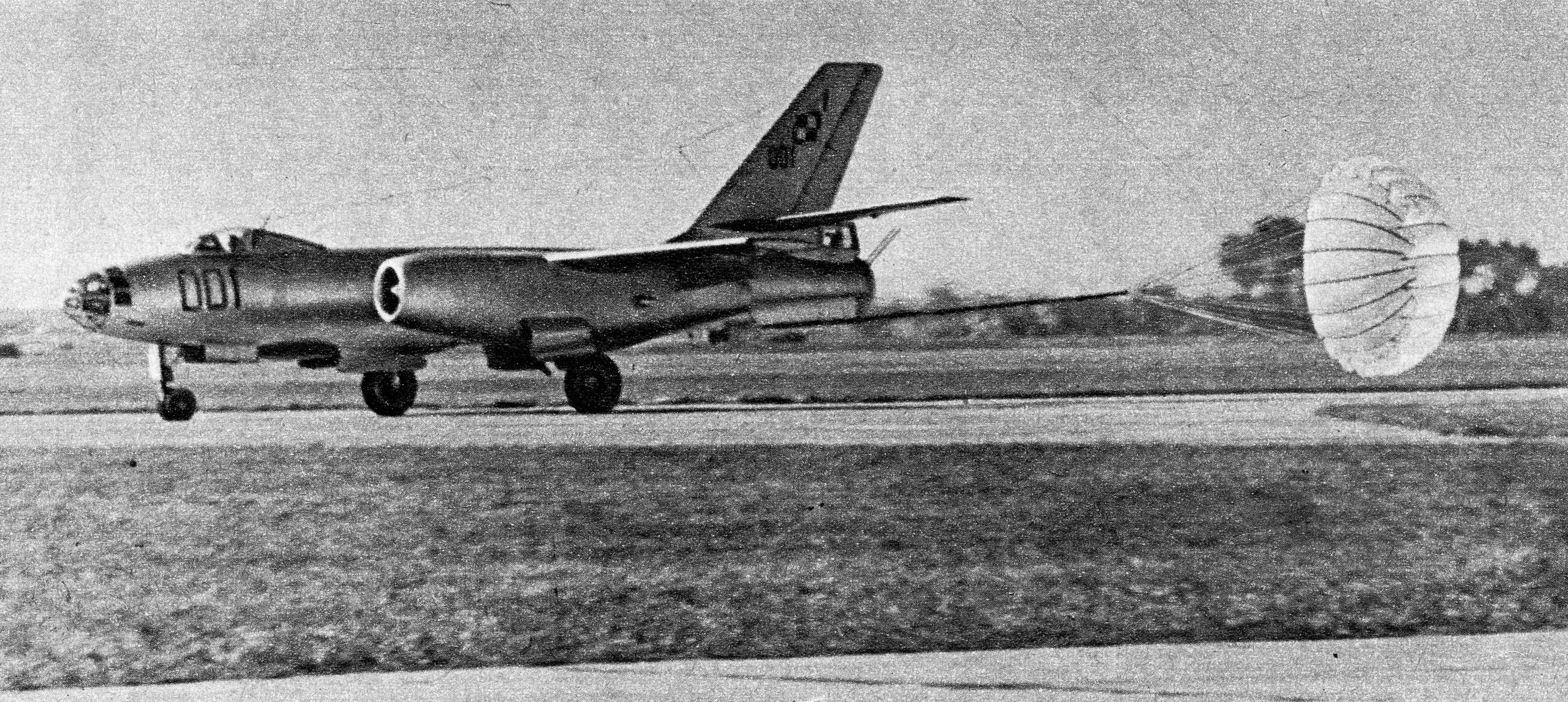
Il-28の着陸（ポーランド、1959年）

高度な軍事機密を特に用いていないIl-28はソ連から見れば供与に手頃で、世界の多くの国に輸出されていた。ソ連側諸国が結成していたワルシャワ条約機構の加盟国のほか、アフリカ諸国にも輸出されており、中国においても轟5・H-5としてライセンス生産された。
実戦では中東戦争からベトナム戦争まで幅広い。
ソ連では1960年までに3000機程で生産を終了したが、中国では最近まで生産を続けていた。現在ではソ連や中国でも退役し、わずかに北朝鮮で少数が戦術爆撃機として現役である。
またアルバニア空軍や、西側にも広く公開されて有名であったルーマニア空軍のH-5も、偵察型・複座型を含め全機が退役している。

### 派生型

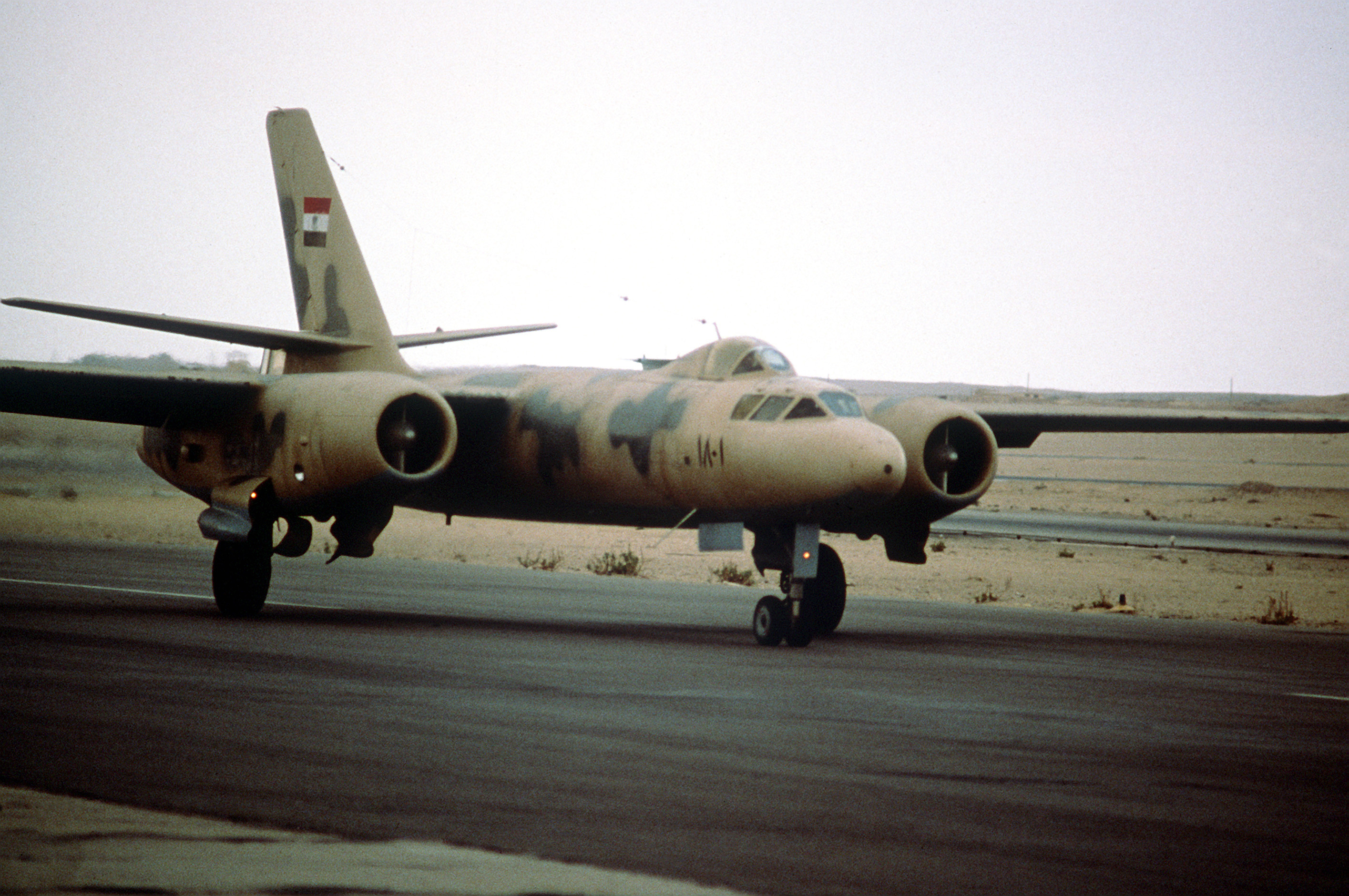
エジプト空軍のIl-28U。
後部の本来のコクピットが練習生の席で、前にあるキャノピーが教官用の席である。

#### 軍用
- Il-28 - VK-1を搭載する3人乗りの爆撃機型[11]。
- Il-28N - 核爆弾を搭載可能な機体。爆弾倉とアビオニクスに改修が加えられている。Il-28Aとしても知られている[12]。
- Il-28PL - 対潜哨戒機型。ソノブイや誘導魚雷を搭載できる[13]。
- Il-28R - 戦術偵察機型。3人乗りで爆弾槽に燃料タンクを増設し翼端タンクも装備する。更に前方の機関砲が1門省略されている。1950年4月19日に初飛行した[14][15]。
- Il-28REB - 電子戦機型。
- Il-28RTR - R型を元にしたERINT機型。
- Il-28RM - Il-28RをもとにVK-5エンジンを搭載した型。生産されていない[12]。
- Il-28Sh - 地上攻撃機型でロケット弾ポッド用のパイロンを12基装備している。
- Il-28T - 雷撃機型でRAT-52ロケット推進魚雷を1本または小型魚雷2本搭載可能。
- Il-28U マスコット - 1950年3月18日に初飛行した練習機型[16]。

#### 民間用
- Il-28P - アエロフロートの航空郵便機

#### ライセンス生産型
- H-5(轟五) - 中国のライセンス生産爆撃機
- HJ-5(轟教五) - 中国製練習機
- H-5RもしくはHZ-5(轟偵五): 中国製長距離写真偵察機
- HD-5(轟電五) - 中国製電子戦機
- HG-5(轟干五) - 中国製電子妨害機
- H-5 Testbed - 中国製練習機
- B-5 - H-5の海外輸出型
- B-228 - チェコスロバキア空軍における名称

## Il-28の活動

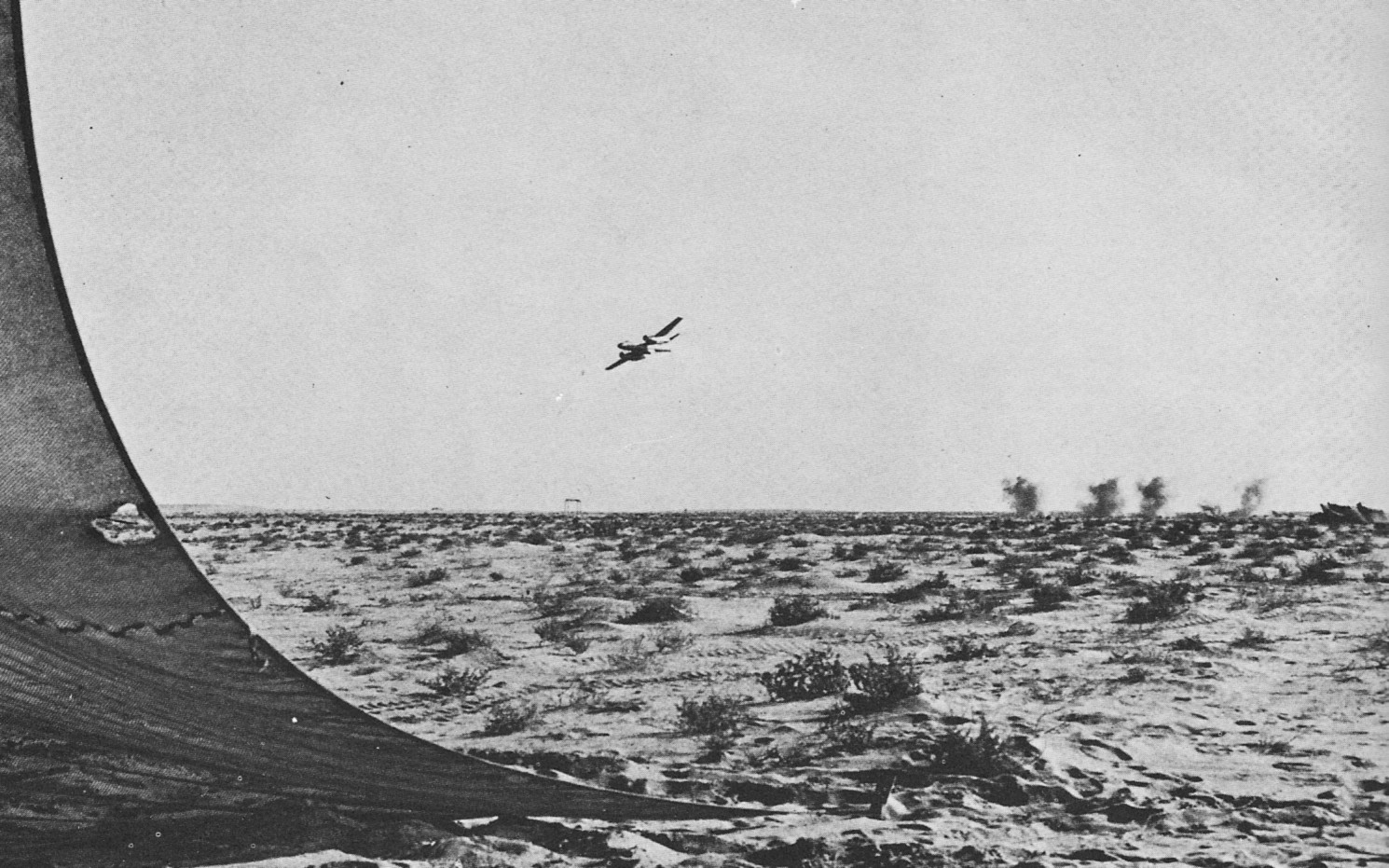
消耗戦争中にエジプト軍のIl-28がシナイ半島のイスラエル国防軍の陣地を攻撃。

- スエズ動乱（1956年）にエジプト空軍のIl-28がイスラエル空軍と戦った。
- キューバ危機（1963年）には、ソ連がキューバにIl-28を供与していた。
- ベトナム戦争では北ベトナムが運用していた機体もあった。
- ビアフラ戦争ではナイジェリア空軍が戦闘に使用した。
- イエメンの内戦に参加した機体があった。
- 西側でもフィンランドが1961年から1964年にかけて導入し、1980年まで実戦配備していた。その後も標的曳航機として使用された。
- 1965年11月11日に中国人民解放軍所属のIl-28のパイロットが台湾に亡命飛行し、乗員1名は追撃機による攻撃で死亡したが、乗員2名は台湾に到着した。かれら2人にたいして台湾当局は「反共義士」として表彰し、2名に金塊35kgずつを与えたという。
- 2008年10月8日に黄海の演習でスティックス改良型と見られる空対艦ミサイルの発射を行うなど北朝鮮においては、2013年現在もH-5と推測される機体が実戦配備されている[17]。

## 使用国
朝鮮民主主義人民共和国

## 要目
- 乗員： 3 名
- 全幅： 21.45 m
- 全長： 17.65 m
- 高さ： 6.70 m
- 翼面積： 60.80 m2
- 機体重量： 12,890 kg (28,418 lb)
- 最大離陸重量： 21,200 kg
- エンジン： クリーモフ設計局 VK-1 遠心式ターボジェットエンジン × 2
- 推力： 2,700 kg × 2
- 最大速度： 902 km/h 4,500 m (14,764 ft)
- 巡航速度： 770 km/h 10,000 m (32,808 ft)
- 航続距離： 2,180 km
- 武装： NR-23 23 mm機関砲 × 2(3)、兵装1,000kg（標準）から3,000 kg（最大）

## 登場作品

### アニメ・漫画
『第二次朝鮮戦争ユギオⅡ』
大韓民国の首都であるソウルを爆撃するために登場する。
旧式機であるがソウルまで数分で到達できる位置に配備されており、
一度に多数の機体を飛ばす飽和攻撃により韓国空軍は防ぎきれず爆撃を許してしまう。

### ゲーム
『Wargame: Red Dragon(英語版)』
北朝鮮軍の爆撃機として登場する。
『Warthunder』
IL-28がドイツ、ソ連、イタリア(ハンガリー)空軍ツリーに、IL-28shがソ連空軍ツリーに配置されている。